# Чемпионат Дании по кёрлингу среди юниоров
Чемпионат Дании по кёрлингу среди юниоров (дат. Junior DM Herrer, Junior DM Damer) — ежегодное соревнование датских мужских и женских юниорских (не старше 21 года) команд по кёрлингу. Проводится: для мужчин-юниоров — с 1976 года, для женщин-юниоров — с 1983 года. Организатором является Ассоциация кёрлинга Дании (дат. Dansk Curling Forbund).

## Мужчины-юниоры

### Годы и команды-чемпионы
Составы команд указаны в порядке: четвёртый, третий, второй, первый, запасной, тренер; cкипы выделены полужирным шрифтом.
| Год  |                                                 |                                                                                        |
| Год  | Кёрлинг-клуб, город                             | Состав команды                                                                         |
| ---- | ----------------------------------------------- | -------------------------------------------------------------------------------------- |
| 1976 | Hvidovre CC (Видовре)                           | Томми Стьерне, Олуф Ольсен, Стин Хансен, Петер Андерсен                                |
| 1977 | RCC                                             | Lars Sundberg, ? Sundberg, Holger Slotsager, -?-                                       |
| 1978 | HCC                                             | Томми Стьерне, Олуф Ольсен, Стин Хансен, Петер Андерсен                                |
| 1979 | HCC                                             | Томми Стьерне, Олуф Ольсен, Стин Хансен, Петер Андерсен                                |
| 1980 | HCC                                             | Jack Kjærulff, Лассе Лаурсен, Ким Дюпон, Хенрик Якобсен                                |
| 1981 | HCC                                             | Jack Kjærulff, Лассе Лаурсен, Ким Дюпон, Хенрик Якобсен                                |
| 1982 | HCC                                             | Jack Kjærulff, Лассе Лаурсен, Хенрик Якобсен, Bo Frank                                 |
| 1983 | HCC                                             | Jack Kjærulff, Лассе Лаурсен, Хенрик Якобсен, Bo Frank                                 |
| 1984 | HCC                                             | Ульрик Шмидт, Palle Poulsen, Андерс Сёдерблом, Michael Petersen                        |
| 1985 | RCK                                             | Ole de Neergaard, Carsten Nyboe, Lars Torbensen, Anders Søderberg                      |
| 1986 | GCC                                             | Jørgen Larsen, Michael Petersen, Carsten Nyboe, Brian Enggaard                         |
| 1987 | GCC                                             | Jørgen Larsen, Michael Petersen, Carsten Nyboe, Brian Enggaard                         |
| 1988 | GCC                                             | Torben Orla Nielsen, Brian Enggaard, Julich Wiberg, Christian Petri                    |
| 1989 | ODIN                                            | Brian Benkjær, Niels Christian Porskjær, Julich Wiberg, Christian Petri                |
| 1990 | RCK (kun 3 mand)                                | Claus Pørtner, Брайан Хансен, Søren Mikkelsen                                          |
| 1991 | OCC                                             | Torkil Svensgaard, Ульрик Дамм, Peter Bull, Kenny Tordrup, Лассе Дамм                  |
| 1992 | OCC                                             | Torkil Svensgaard, Ульрик Дамм, Peter Bull, Kenny Tordrup, Лассе Дамм                  |
| 1993 | OCC                                             | Torkil Svensgaard, Kenny Tordrup, Лассе Дамм, Карстен Свенсгор, Rene Larsen            |
| 1994 | HCC                                             | Йонни Фредериксен, Кеннет Хертсдаль, Ларс Виландт, Бо Йенсен, Lars Nissen              |
| 1995 | HCC                                             | Йонни Фредериксен, Бо Йенсен, Ларс Виландт, Lars Nissen                                |
| 1996 | HCC                                             | Йонни Фредериксен, Бо Йенсен, Ларс Виландт, Lars Nissen, Каспер Викстен                |
| 1997 | HCC                                             | Джоэл Островски, Kenny Tordrup, Кристиан Хансен, David Zeuthen, Kim Sylvest Nielsen    |
| 1998 | HCC                                             | Каспер Викстен, Кеннет Дауке, Tim Kronholm, Суне Фредериксен                           |
| 1999 | GCC                                             | Casper Bossen, Каспер Викстен, Кеннет Дауке, Kim Sylvest, Суне Фредериксен             |
| 2000 | GCC                                             | Каспер Викстен, Casper Bossen, Kim Sylvest, Суне Фредериксен, Morten Bærentsen         |
| 2001 | GCC                                             | Casper Bossen, Кеннет Дауке, Kim Sylvest, Суне Фредериксен, Nicolai Frederiksen        |
| 2002 | GCC                                             | Casper Bossen, Кеннет Дауке, Суне Фредериксен, Nicolai Frederiksen                     |
| 2003 | GCC                                             | Casper Bossen, Nicolai Frederiksen, Суне Фредериксен, Rasmus Rosquist, Rune Nebbelunde |
| 2004 | HCC                                             | Кеннет Йоргенсен, Расмус Стьерне, Миккель Поульсен, Миккель Краусе, Dennis Hansen      |
| 2005 | HCC                                             | Кеннет Йоргенсен, Расмус Стьерне, Миккель Краусе, Миккель Поульсен, Dennis Hansen      |
| 2006 | HCC                                             | Расмус Стьерне, Миккель Краусе, Миккель Поульсен, Dennis Hansen                        |
| 2007 | HCC                                             | Расмус Стьерне, Миккель Краусе, Оливер Дюпон, Троэльс Харри, Patrick Blom              |
| 2008 | HCC                                             | Расмус Стьерне, Миккель Краусе, Оливер Дюпон, Троэльс Харри                            |
| 2009 | HCC                                             | Расмус Стьерне, Миккель Краусе, Оливер Дюпон, Троэльс Харри                            |
| 2010 | HCC                                             | Миккель Краусе, Оливер Дюпон, Patrick Blom, Троэльс Харри                              |
| 2011 | HCC                                             | Мадс Нёргор, Даниэль Поульсен, Michael Hørmark, Nikolaj Maegaard, Alexander Behrndtz   |
| 2012 | GCC                                             | Тобиас Туне, Asmus Jørgensen, Thor Fehrenkamp, Fabin Thune, Оливер Сё                  |
| 2013 | GCC                                             | Тобиас Туне, Asmus Jørgensen, Thor Fehrenkamp, Fabin Thune, Оливер Сё                  |
| 2014 | ECC                                             | Kasper Jørgensen, Nicklas Frederiksen, Simon Haubjerg, Oliver Kristoffersen            |
| 2015 | GCC                                             | Тобиас Туне, Мадс Нёргор, Оливер Сё, Thor Fehrenkamp                                   |
| 2016 | SCC/HCC/GCC                                     | Тобиас Туне, Tobias Rasmussen, Хенрик Хольтерман, Nikolaj Skau, Simon Borregaard       |
| 2017 | ECC                                             | Simon Haubjerg, Oliver Kristoffersen, Хенрик Хольтерман, Mads Bækdahl                  |
| 2018 | HCC/ECC                                         | Хенрик Хольтерман, Mads Bækdahl, Kilian Thune, Jonathan Vilandt, Simon Haubjerg        |
| 2019 | HCC                                             | Simon Haubjerg, Jonathan Vilandt, Matthias Palmelund, Killian Thune, Mads Bækdahl      |
| 2020 | HCC/GCC                                         | Jonathan Vilandt, Jacob Schmidt, Matthias Palmelund, Kilian Thune, Alexander Qvist     |
| 2021 | чемпионат не проводился из-за пандемии COVID-19 | чемпионат не проводился из-за пандемии COVID-19                                        |
| 2022 | HCC/GCC                                         | Jonathan Vilandt, Jacob Schmidt, Alexander Qvist, Kasper Bøge                          |

## Женщины-юниоры

### Годы и команды-чемпионы
Составы команд указаны в порядке: четвёртый, третий, второй, первый, запасной, тренер; cкипы выделены полужирным шрифтом.
| Год  |                                                                      | |
| Год  | Кёрлинг-клуб, город                                                  | Состав команды                                                                                      |
| ---- | -------------------------------------------------------------------- | --------------------------------------------------------------------------------------------------- |
| 1983 | Hvidovre CC (Видовре)                                                | Хелена Блак, Малене Краусе, Йетте Ольсен, Лоне Кристофферсен                                        |
| 1984 | HCC                                                                  | Хелена Блак, Малене Краусе, Annette Schött, Лиллиан Фрёлинг                                         |
| 1985 | GCC                                                                  | Сусанна Слотсагер, Linda Laursen, Авияя Нильсен, Kinnie Leth Steensen                               |
| 1986 | GCC                                                                  | Сусанна Слотсагер, Linda Laursen, Авияя Нильсен, Kinnie Leth Steensen                               |
| 1987 | TCC                                                                  | June Simonsen, Дорте Хольм, Ангелина Йенсен, Dorthe Andersen                                        |
| 1988 | GCC                                                                  | Лене Бидструп, Linda Laursen, Авияя Нильсен, Kinnie Leth Steensen                                   |
| 1989 | TCC                                                                  | June Simonsen, Дорте Хольм, Ангелина Йенсен, Dorthe Andersen                                        |
| 1990 | TCC                                                                  | June Simonsen, Дорте Хольм, Маргит Пёртнер, Хелене Йенсен                                           |
| 1991 | TCC                                                                  | June Simonsen, Дорте Хольм, Ангелина Йенсен, Хелене Йенсен                                          |
| 1992 | TCC                                                                  | Ангелина Йенсен, Дорте Хольм, Маргит Пёртнер, Хелене Йенсен                                         |
| 1993 | TCC                                                                  | Ангелина Йенсен, Дорте Хольм, Маргит Пёртнер, Хелене Йенсен                                         |
| 1994 | TCC                                                                  | Ангелина Йенсен, Дорте Хольм, Kamilla Schack, Хелене Йенсен, Шарлотта Хедегор                       |
| 1995 | GCC                                                                  | Kamilla Schack, Birgitte Knudsen, Margit Ziegler, Хелене Йенсен                                     |
| 1996 | GCC                                                                  | Kamilla Schack, Birgitte Knudsen, Ане Хансен, Камилла Йенсен                                        |
| 1997 | TCC                                                                  | Ане Хансен, Камилла Йенсен, Trine Kronholm, Maria Christiansen, Iben Styr                           |
| 1998 | HCC                                                                  | Louise Raun, Camilla Hansen, Камилла Йенсен, Maria Christiansen, Mette Andersen                     |
| 1999 | HCC                                                                  | Louise Jensen, Camilla Hansen, Mette Andersen, Камилла Йенсен, Tanja Konradsen                      |
| 2000 | HCC                                                                  | Мадлен Дюпон, Дениз Дюпон, Хелле Симонсен, Мария Поульсен, Sandra Gufler                            |
| 2001 | HCC                                                                  | Мадлен Дюпон, Дениз Дюпон, Хелле Симонсен, Мария Поульсен, Sandra Gufler                            |
| 2002 | HCC                                                                  | Мадлен Дюпон, Дениз Дюпон, Лене Нильсен, Хелле Симонсен, Мария Поульсен                             |
| 2003 | HCC                                                                  | Nete Larsen, Camilla Jørgensen, Pernille Nielsen, Mette Larsen, Янне Эллегорд                       |
| 2004 | HCC                                                                  | Мадлен Дюпон, Дениз Дюпон, Лене Нильсен, Хелле Симонсен, Мария Поульсен                             |
| 2005 | HCC                                                                  | Мадлен Дюпон, Дениз Дюпон, Лене Нильсен, Хелле Симонсен, Мария Поульсен                             |
| 2006 | HCC                                                                  | Лене Нильсен, Янне Эллегорд, Мария Поульсен, Хелле Симонсен, Camilla Jørgensen                      |
| 2007 | TCC                                                                  | Мадлен Дюпон, Янне Эллегорд, Mona Sylvest Nielsen, Ивана Братич, Lisa Sylvest Nielsen               |
| 2008 | TCC                                                                  | Мадлен Дюпон, Янне Эллегорд, Mona Sylvest Nielsen, Ивана Братич, Lisa Sylvest Nielsen               |
| 2009 | HCC                                                                  | Метте де Неергор, Мари де Неергор, Natasha Hinze Glenstrøm, Шарлотта Клемменсен                     |
| 2010 | TCC                                                                  | Jannie Gundry, Стефани Рисдаль, Кристин Свенсен, ?                                                  |
| 2011 | TCC                                                                  | Jannie Gundry, Стефани Рисдаль, Кристин Свенсен, ?                                                  |
| 2012 | HCC                                                                  | Стефани Рисдаль, Jannie Gundry, Кристин Свенсен, Natacha Glenstrøm                                  |
| 2013 | HCC                                                                  | Стефани Рисдаль, Jannie Gundry, Шарлотта Клемменсен, Изабелла Клемменсен, Юли Хёг, Catrine Edelskov |
| 2014 | HCC                                                                  | Кристин Свенсен, Изабелла Клемменсен, Юли Хёг, Шарлотта Клемменсен                                  |
| 2015 | HCC                                                                  | Кристин Свенсен, Изабелла Клемменсен, Юли Хёг, Katja Milvang-Jensen                                 |
| 2016 | GCC                                                                  | Матильде Хальсе, Elizabeth Søndergaard-Nielsen, Anna Solberg, Мю Холлингер, Габриэлла Квист         |
| 2017 | HCC                                                                  | Ясмин Ландер, Alberte Madsen, Katja Milvang-Jensen, Mie Milvang-Jensen                              |
| 2018 | HCC                                                                  | Ясмин Ландер, Mie Milvang-Jensen, Alberte Madsen, Габриэлла Квист, Katja Milvang-Jensen             |
| 2019 | HCC/GCC                                                              | Матильде Хальсе, Ясмин Ландер, Габриэлла Квист, Мю Холлингер Ларсен                                 |
| 2020 | HCC/GCC                                                              | Матильде Хальсе, Ясмин Ландер, Karolina Jensen, Мю Холлингер Ларсен, Габриэлла Квист                |
| 2021 | чемпионат не проводился из-за пандемии COVID-19                      | чемпионат не проводился из-за пандемии COVID-19                                                     |
| 2022 | чемпионат не проводился из-за отсутствия заявок от команд на участие | чемпионат не проводился из-за отсутствия заявок от команд на участие                                |